# 大久保町 (太田市)
大久保町（おおくぼちょう）は、群馬県太田市の旧藪塚本町域内にある地名。郵便番号は379-2306。

## 地理
北側から時計回りに大原町、六千石町、新田萩町、伊勢崎市小泉町、田部井町と接している。
域内を北関東自動車道が東西に通っており、隣接する大原町に太田藪塚インターチェンジがある。

## 世帯数と人口
2020年（令和2年）9月30日現在の世帯数と人口は以下の通りである。
| 町丁     | 世帯数  | 人口    |
| -------- | ------- | ------- |
| 大久保町 | 477世帯 | 1,177人 |

## 小・中学校の学区
市立小・中学校に通う場合、学区は以下の通りとなる。
| 番地 | 小学校                   | 中学校                 |
| ---- | ------------------------ | ---------------------- |
| 全域 | 太田市立藪塚本町南小学校 | 太田市立藪塚本町中学校 |

## 交通

### 鉄道
町内に鉄道駅はない。

### 道路
町の中央を北関東自動車道が通っているがインターチェンジ等はない。

## 施設
- 大久保公民館